# Rondom Tien
Rondom Tien was een discussieprogramma van de NCRV, dat vanaf 27 september 1982 tot en met 28 mei 2011 op televisie werd uitgezonden.

## Achtergrond
Het programma werd eerst bij toerbeurt gepresenteerd door Hans Sleeuwenhoek en Henk Mochel. Vervolgens nam Violet Falkenburg, die al eerder de mediaprogramma's Ratel en Ratel Plus op de radio bij de KRO had gepresenteerd, de presentatie over.
Tot eind 2009 werd de presentatie verzorgd door Cees Grimbergen, die eerder bij de IKON de discussieprogramma's Vesuvius en Sjappoo had gepresenteerd. Aan het einde van de uitzending op 30 mei 2009 maakte hij bekend na de zomer nog één reeks van Rondom Tien te presenteren en hierna te stoppen. De reden hiervoor was dat zijn contract bij de NCRV eind 2009 afliep. Grimbergen werd in februari 2010 opgevolgd door Ghislaine Plag.
De opzet van het programma was dat de presentator een discussie voerde met de mensen in het publiek naar aanleiding van een stelling die veelal aansluit bij de actualiteit. In het publiek zaten dan ook mensen die dagelijks met het te behandelen onderwerp te maken hadden. De presentator stelde vragen aan één of meerdere personen en trad vervolgens op als debatleider.

## Na Rondom Tien
Als opvolger voor Rondom Tien kan Debat op 2 worden gezien. Dat nieuwe debatprogramma wordt door de NCRV en de KRO samen geproduceerd. Plag zou dat programma afwisselend met Arie Boomsma presenteren. Met ingang van 2014 nam een nieuw programma van Eva Jinek en Sven Kockelmann deze plek in.

## Presentatoren
- Hans Sleeuwenhoek
- Henk Mochel
- Violet Falkenburg
- Cees Grimbergen
- Ghislaine Plag